# 麻紙

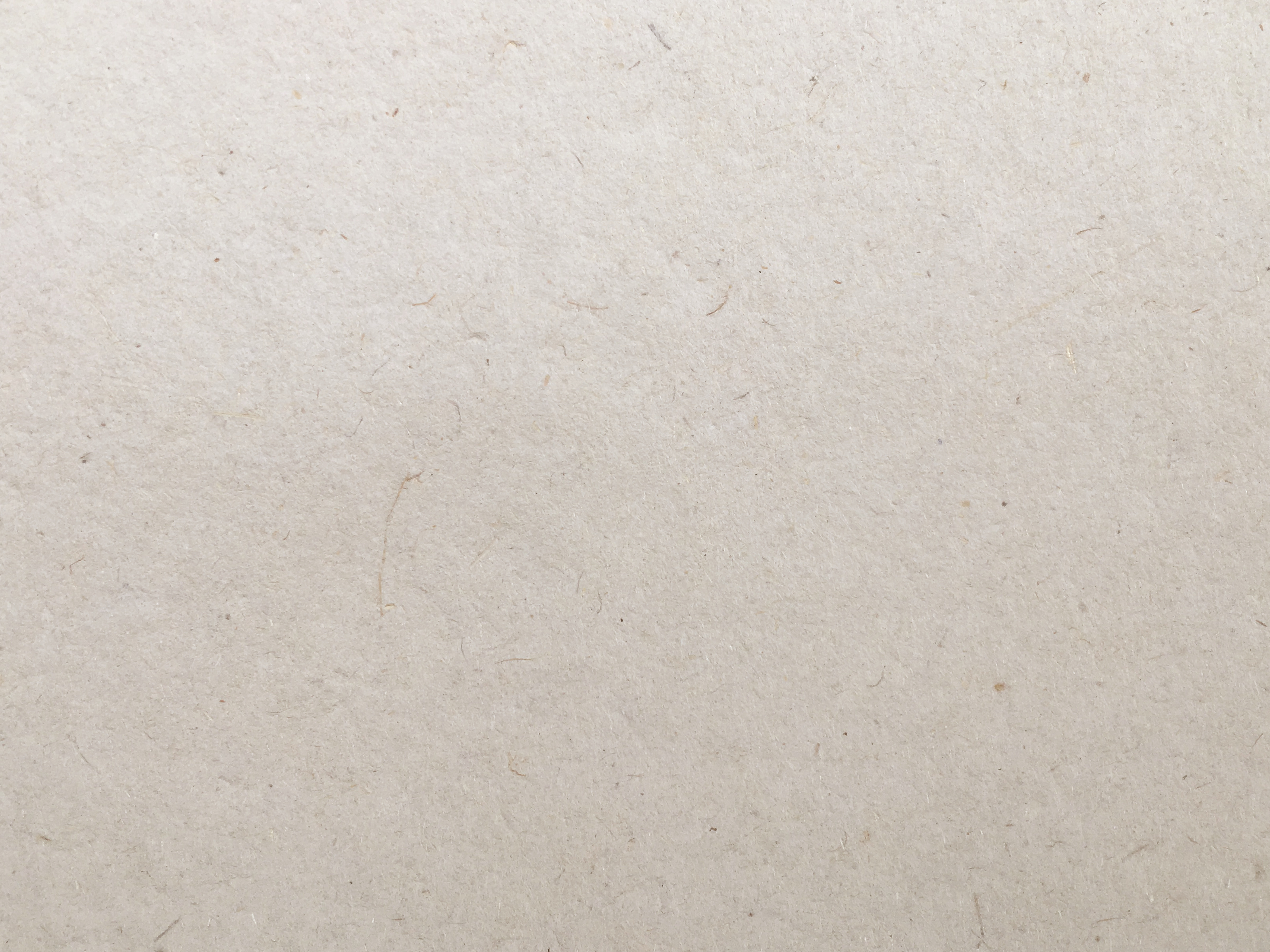
麻紙。原料：野州麻（栃木県鹿沼市）。

麻紙（まし、あさがみ）とは、麻繊維を原料とする紙のこと。

## 概要
麻紙は紙の起源とされ、以前は大半は絹布である帛書（はくしょ）に文字を書いた。紙の起源として、主に古布の麻布を原料とした、狭義の麻（大麻）が多く、少量の苧麻（からむし）が混じった麻紙が発掘されており、歴史書によれば105年に蔡倫（さいりん）が古い製紙法を改良して樹皮や生の麻を処理して加えられるようになった。中国や日本で12世紀頃までよく用いられた紙である。
『日本書紀』における製紙技術が伝来した明確な記載は610年であるが、それ以前に伝来したとも考えられ諸説ある。日本で古くは平安時代の『延喜式』に記載されていたが、麻紙の生産は一度断絶し、大正時代に福井県の岩野平三郎が麻紙を復元し、雲肌麻紙（麻と楮）として日本画の支持体として主流となった。日本画用紙としては高知麻紙（苧麻と楮）も登場した。またこの流れとは別に、主に栃木県の野州麻のみを使った、素材の味を活かした麻紙が作られている。

## 特徴
穀紙に比べると緻密で上品な味わいがあるとされ、また紙魚にも強いことから、重要な文書の用紙に利用されたが、反面、紙肌が荒いために予め表面を加工しておかないと筆の走りが悪くなる場合がある。次第に穀紙に代わられていった。以降は上級の紙として利用されることが多い。
麻の繊維は強靭で長いために抄造作業は困難であった。まず原料である麻を細かく切った後に繊維を叩解する必要があったが、作業の円滑化のために麻を発酵させて繊維を柔らかくしたり、石臼で磨り潰したり、木の棒で打解したりなどの方法が行われた他、魚網や麻布などを細かく裁断するなどの工夫が行われた。

## 紙の起源である麻紙とその展開

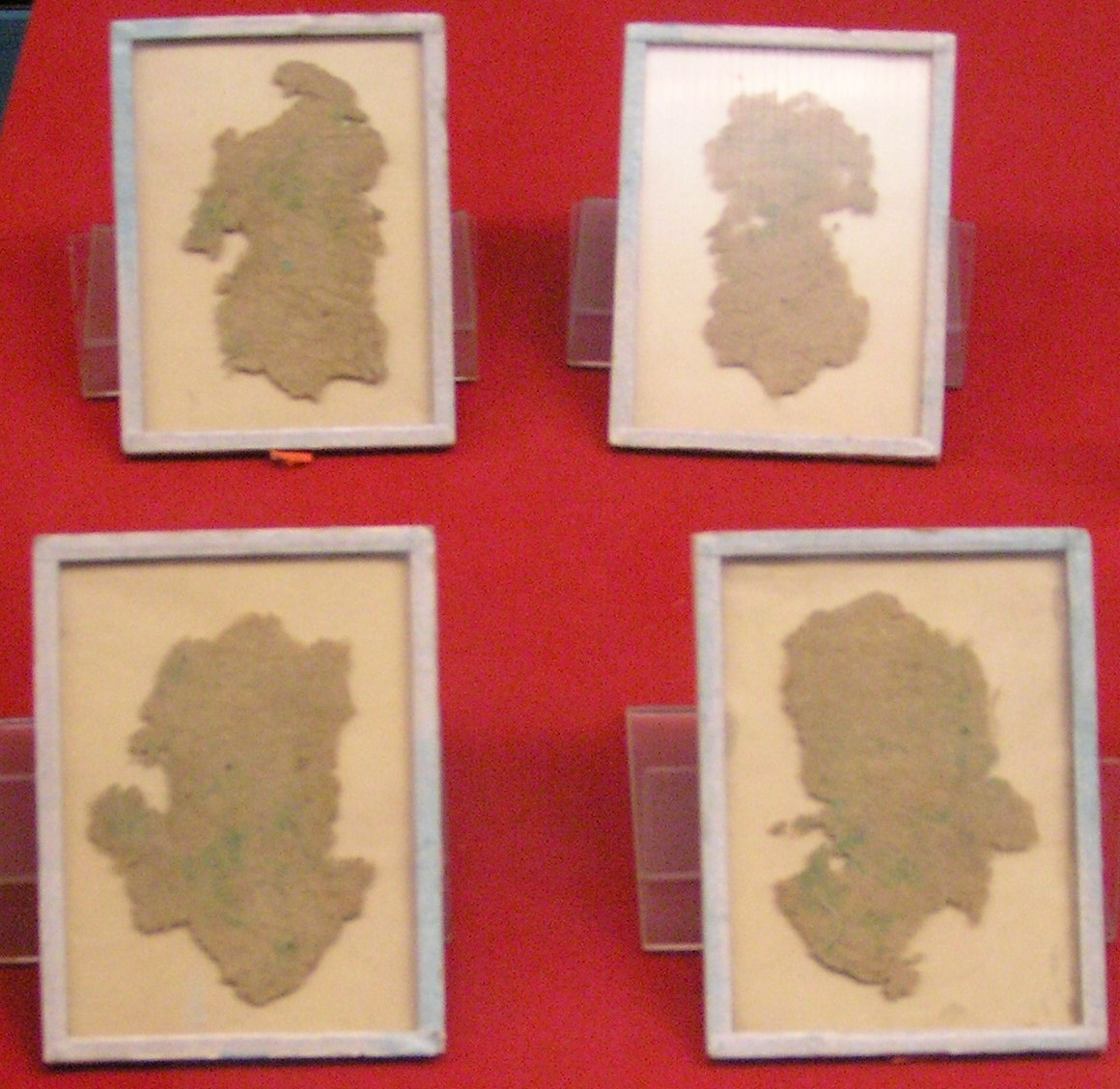
最古の紙のひとつである灞橋紙（はきょうし）は、大麻を主とし、少量の苧麻が含まれていた。

中国にて、起元前千数百年前に、文字の原型ができると、亀の甲羅、動物の骨が使われ、後に石、陶器などに書き、次第に、木簡・竹簡やその同時代に大半は帛書（はくしょ）に書いた。
紙の起源としては、『後漢書』の記載では、（後漢の）蔡倫（さいりん）が105年（後漢の元興元年）に和帝に紙を献上したとあるため、これが一般に起源とされてきた。しかし、『漢書』（前漢書）には、既に「前漢に紙がある」と記されており、遺跡から出土した麻紙の存在は、蔡倫よりも起源をさかのぼらせている。
麻（大麻）は中国で古くから用いられ、紀元前1000年には帽子の生地などに使われた。陝西省にて出土した灞橋紙（はきょうし）は、紀元前140年-87年頃のもので、同時に出土した貨幣から紀元前118年以前と推定され、主要な原料が大麻で、少量の苧麻を含む植物繊維だと断定されている。前漢宣帝（紀元前73年-49年）の頃のものとされる麻紙は、中国にてロブ・ノール紙（1933年出土、新疆省）、金関紙（1973-74年出土、甘粛省）、中顔紙（1978年出土、陝西省）であり、原料は麻（大麻）とされる。蔡倫より、さらに100年古いとみられる西漢時代の文字が記載された麻紙も2006年に同定されている。
こうした証拠によって、蔡倫は、楮を加えることで麻紙を改良したとも考えられるようになった。この麻紙は蔡侯紙と呼ばれた。蔡倫は、樹皮のほか、麻頭（まとう、麻くず）、敝布(へいふ、ぼろ)、漁網を原料として麻紙を作ったが、この後ろ3つは麻が原料である。麻頭は生の原料であるが、主となったのは他の麻原料2種であり、生の麻の繊維を処理するより、ぼろとなった繊維を原料とした。以前の前漢時代には、蒸煮が行われていなかったが、蔡倫は紙を改良し、蒸煮を発見したため樹皮や生の麻を処理できるようになったと、紙を再現してみた中国の研究者は述べている。
唐代には、重要な文書は黄蘗色（きはだ-）に染めた黄麻紙に書くことを定められた。唐代に至る約千年前後は麻紙が最も多く使われた。南宋（なんそう、1127年 - 1279年）の時代に入り、綿花の栽培が盛んとなった結果、麻の織物の原料である麻の栽培が減少し、このことが麻紙を減少させていった。楮紙や竹紙など抄造が簡便な紙が用いられるようになった。
また、西方への製紙技術の伝搬は、751年か、他の説では757年にはサマルカンドで紙を作るようになり、793年にはバグダッドに製紙工場をつくり、紙の普及の結果イスラム圏の学術は急速に発展した。エジプトで発見された8世紀から10世紀のアラビア語の写本はすべて麻紙で、原料はぼろ布であり、中国の製紙を受け継いだものであった。

### 日本における歴史

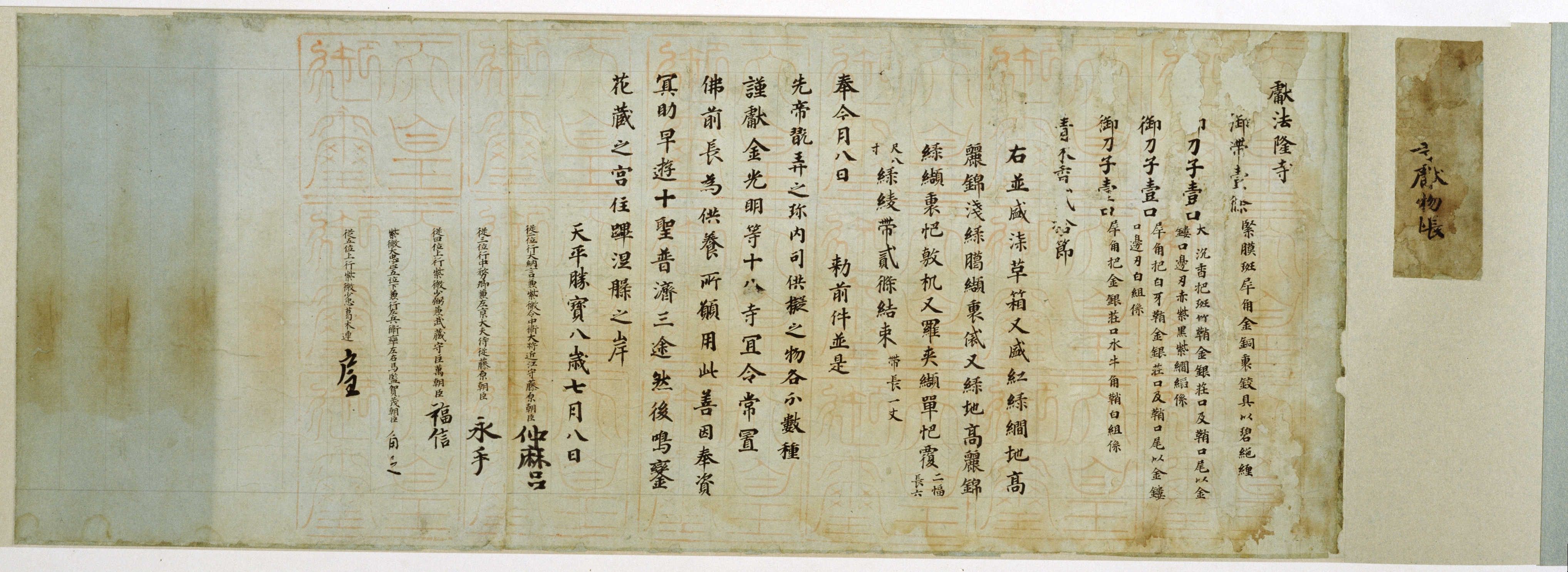
法隆寺献物帳（天平勝宝8歳・756年）

『日本書紀』の610年（推古18年）の項には、高句麗から渡来した僧の曇徴（どんちょう）が製紙の技術を伝えたと記される。しかし、469年（雄略天皇7年）には多くの渡来人の記載、538年（宣化3年）の仏教伝来があるため、610年以前に伝搬していたものとも推論できる。
日本では、奈良時代には、麻紙の使用が優勢であり、平安時代には穀紙が増え、後期には紙屋院で麻紙は製造されなくなった。
奈良時代から平安時代にかけて詔書・勅書・宣命と言った重要な公文書の原紙（色麻紙）や、写経の材料として用いられた。正倉院の「東大寺献物帳」（光明皇后が東大寺大仏に献納した宝物の目録）や東京国立博物館所蔵の「法隆寺献物帳」などが現存する麻紙の古文書の代表例である。
『延喜式』には麻の樹皮や調布（主に麻布が多かった）を原料としてそれらを裁断・舂解（すりつぶ）して紙の材料とする規定が存在していた。また『延喜式』では、位記や具注暦の表紙の用紙として麻紙が規定されている。なお日本での麻布は、大麻や苧麻が使われた。麻織物を参照。
『延喜式』では麻紙の原料には、麻そのものを原料にするものと、麻布を原料にするものとが記載されている。『延喜式』の規定では、麻紙を作るには、麻布600グラムに対し斐（がんぴ）を180グラムを混合したものである。『延喜式』に、宣命（せんみょう）を書く紙は、伊勢神宮は藍にて染めた標紙（はなだし、青系）に、加茂神社は紅紙に、ほかは黄紙にと定められ、これは麻布を原料とした麻紙の染紙であるが、後には麻紙以外も用いられたようである。色麻紙であり、写経にも用いられた。色麻紙は天然の植物の色素で麻紙を染めたもので、その防虫効果も期待したものである。（神道の祭祀も参照）
平安時代の後期には、日本では麻は紙の原料ではなくなり、その理由は、律令制が衰退するに伴い京都の紙屋院へ納められるものが乏しくなり、また処理に手間がかかったことである。また、上穀紙と比較して筆の走りが悪く、『延喜式』にも上穀紙で書写する場合は1日あたり1700言と記載されているのに対し、麻紙は100言減らすと記されている。
福井県の岩野平三郎が、1926年（大正15年）に麻紙を復元し、日本画の画紙として用いられるようになった。岩野の雲肌麻紙は、麻（大麻）と楮の繊維の織り成す模様が雲肌のごとくとのことで名付けられている。この頃に九州の製紙会社の紙の原料として、東北地方からの古麻布が使われたとのことである。岩野工房では特注で色麻紙も作られているが、1976年の書籍では合成染料を使っているとのことである。京都、綾部市黒谷町、高知、伊野町でも作られており、生の繊維を手間をかけて処理している。

## 日本の麻紙

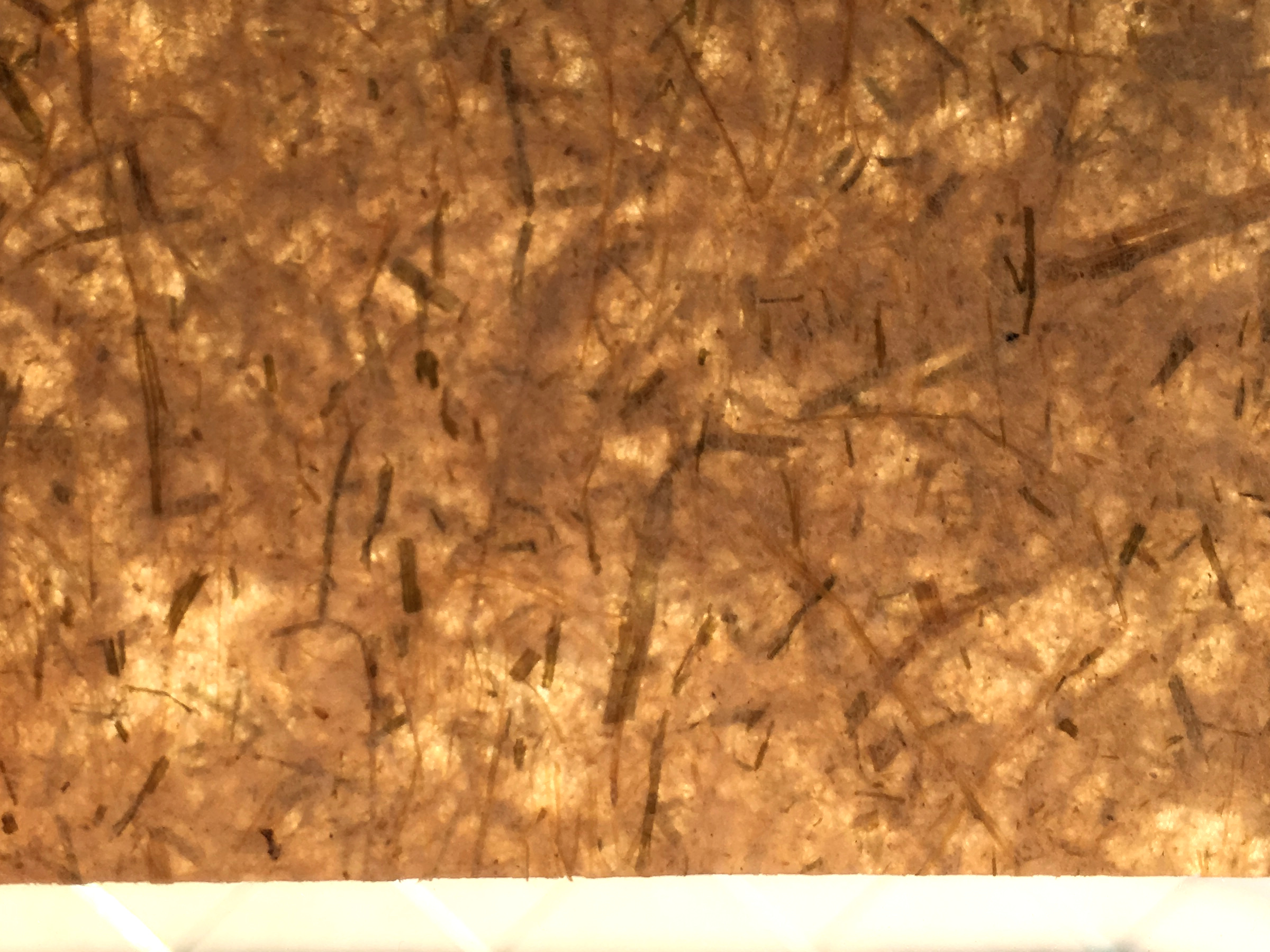
野州麻と、真菰（まこも）の麻紙。陽光にあてたもの。野州麻は主に神道の用途で出荷されており、その素材の味を活かした麻紙が作られている。

前述のとおり福井（越前）の岩野平三郎が20世紀初頭に麻紙を復元し、日本画の画紙として用いられるようになった。麻紙は奈良・平安時代には絵画によく使われたが、後に日本の穀紙（楮）でなく墨の発色が良い中国の紙を用いており、岩野による復元によって再び日本の麻紙が日本画において主流となったというより、いわば共に歩んできた。顕微鏡で見ると、隋の時代の黄麻紙と比較して、現代の福井の麻紙は叩解は不平等で、繊維も不揃い、隙間も大きい。
日本画用の麻紙には、麻と楮を原料にしたもの（主に岩野の麻紙）と、苧麻と楮を原料にしたもの（主に高知麻紙）があり、前者は製法を受け継ぎ職人の手作業が多く、また前者は筆が接した部分以上に滲むため、紙に施す滲み止めの処理の仕方によって滲み加減を調整できる、後者はそれ以上の滲みは生じない。この滲みは、日本画の画家が好んだものである。また、処理中に次亜塩酸や苛性ソーダを用いている。これについては、岩野4代目が2016年より求められる紙が変わっているということで、大量生産に適した3代目の製法よりは初代の製法に回帰し、楮を煮る薬剤をソーダ灰に戻したり、塩素系ではなく酸素系の漂白を使うなど、紙の劣化を防ぐための製法を取り入れつつある。
京都、黒谷和紙では百万塔陀羅尼の復元をきっかけとして、麻（大麻）、苧麻、麻織物のぼろ等を使い、苛性ソーダなど化学薬品を排除し考えられる限り古法にて作った麻紙が、1979年の書籍にて、まだ試作であるとして紹介されたことがある（しかしこの黒谷麻紙は後の他の資料に記載はない）。高知の土佐麻紙（現・高知麻紙）は、尾崎によって作られており、1979年の書籍では麻（大麻）を原料として打解機でこなし、墨の線がかすれる特徴が日本画用として好まれると紹介されたことがある。尾崎金俊製紙所で作られる高知麻紙は、雲肌麻紙より新たにできた日本画用紙であり、苧麻1、楮1の比率で混合され、また苧麻100%の麻紙もある。画材としての高知麻紙の代用ではないが、苧麻を使った阿波和紙の特徴を持つ麻紙を開発中との情報が2016年に製造者から寄せられたことがある。
栃木県鹿沼市は野州麻（やしゅう-）の産地であり、1600年代にも麻（大麻）の生産が盛んであると記されてきた土地であり、（21世紀に入り）地元の麻を使った紙漉きが行われており、麻紙を使った照明も作られている。その野州麻紙工房は2001年に開かれ、同じように処理に手間がかかる竹紙の職人の元へ修行へ出て、その経験を元に麻を加工し、麻の繊維部分の精麻だけを原料とした麻紙や、麻幹や麻屑（麻垢：おあか）を混ぜて作るものもある。他に、はがき、書道、版画、壁紙、障子用など、その手触りや温かみ、和らぎを活かした製品が作られている。自然な素材に興味があり、切った麻をアルカリ水で煮るといった工程を経る。
2017年には美濃和紙（岐阜県）の幸草紙工房が、大麻のみ、また楮と麻との麻紙を使った朱印帳を制作したこともある。

## 古代の技術
中国では麻紙は衰退しただけであって、日本のように断絶はしておらず、陝西省の鳳翔の紙坊村には麻紙の古代の技法が伝えられており、麻鞋や麻切れを原料としている。不純物や染色もあるため、川水で洗い、草木灰や石灰で漂白し、臼でよくついたのだが、紙坊村では、3回洗い、3回臼をひく。
ヨーロッパの手漉き紙は、現在でも中国から伝わった伝統技術が温存されている。西欧は、比較的忠実にその技術を継承しており、麻（大麻）や亜麻のぼろ布を原料としている。
日本で麻紙の復元を試みた福井県や高知県、栃木県の紙漉き職人は、処理に手間がかかることを語っている。奈良時代の日本の麻紙の製法は失われており、1980年代の日本でその再現がこころみられている。